# Mohammed Rashid
Mohammed Rashid (en árabe: محمد باسم‎; Ramala, 3 de julio de 1995) es un futbolista palestino que juega en la demarcación de centrocampista para el Bali United FC de la Liga 1 de Indonesia.

## Selección nacional
Tras jugar con la selección de fútbol sub-23 de Palestina, finalmente hizo su debut con la selección absoluta el 6 de septiembre de 2018 en un encuentro amistoso contra Kirguistán que finalizó con un resultado de empate a uno tras el gol de Mirlan Murzayev para Kirguistán, y de Oday Dabbagh para Palestina.

### Goles internacionales
| # | Fecha                  | Estadio                                          | Oponente       | Gol | Resultado | Competición                              |
| - | ---------------------- | ------------------------------------------------ | -------------- | --- | --------- | ---------------------------------------- |
| 1 | 4 de diciembre de 2021 | Estadio Ciudad de la Educación, Rayán, Catar     | Arabia Saudita | 1–0 | 1–1       | Copa Árabe de la FIFA 2021               |
| 2 | 11 de junio de 2022    | Centro de Fútbol de la FFM, Ulán Bator, Mongolia | Yemen          | 0-2 | 0-5       | Clasificación para la Copa Asiática 2023 |

## Clubes
| Club                      | País           | Año       | Partidos | Goles |
| ------------------------- | -------------- | --------- | -------- | ----- |
| Hilal Al-Quds             | Palestina      | 2017-2018 | 15       | 3     |
| Shabab Al-Bireh Institute | Palestina      | 2018-2020 | 29       | 4     |
| Hilal Al-Quds             | Palestina      | 2020      | 5        | 1     |
| Al-Jeel Club              | Arabia Saudita | 2020-2021 | 26       | 7     |
| Persib Bandung            | Indonesia      | 2021-2022 | 27       | 7     |
| Smouha SC                 | Egipto         | 2022      | 1        | 0     |
| Jabal Al Mukaber          | Palestina      | 2023      | 0        | 0     |
| Bali United FC            | Indonesia      | 2023-     | 27       | 3     |